# Nihon Ad Systems
Nihon Ad Systems, Inc. (株式会社日本アドシステムズ Kabushiki-gaisha Nihon Ado Shisutemuzu?), NAS pe scurt, este o companie de producție și comercializare de personaje japoneză, o subsidiară complet deținută de agenția de publicitate Asatsu-DK. "Ad" în titlul său este o abreviere pentru "Animation Development". Alături de Bandai Namco Filmworks, Sony Pictures Entertainment Japan, TMS Entertainment și Toei Animation, este un cofondator și acționar al canalului de televiziune anime japonez Animax. Are sediul în  Toranomon Hills, Minato, Tokyo.